# Grande Prairie (circonscription électorale)
Circonscription électorale fédérale du Canada
Grande Prairie (appelée Grande Prairie—Mackenzie jusqu'en 2025) est une circonscription électorale fédérale canadienne de l'Alberta qui contient la ville de Grande Prairie. Elle a été créée en 2013 de Peace River et représentée pour la première fois lors des élections générales de 2015. Cette vaste circonscription est bordée à l'ouest par la frontière de la Colombie-Britannique.
Les circonscriptions limitrophes sont
- au nord et à l'est : Peace River—Westlock
- au sud : Yellowhead.

Lors du redécoupage électoral de 2022, la circonscription perd une grande partie du nord de son territoire au profit de Peace River—Westlock.

## Liste des députés
| Législature                                   | Années       | Député | Député          | Parti        |
| --------------------------------------------- | ------------ | ------ | --------------- | ------------ |
| Grande Prairie—Mackenzie issue de Peace River |              |        |                 |              |
| 42e                                           | 2015–2019    |        | Chris Warkentin | Conservateur |
| 43e                                           | 2019–2021    |        | Chris Warkentin | Conservateur |
| 44e                                           | 2021–Présent |        | Chris Warkentin | Conservateur |
| Grande Prairie                                |              |        |                 |              |

## Résultats électoraux
|       | Candidat        | Parti             | # de voix | % des voix |
|       | Chris Warkentin | Conservateur      | +38 895,  | 72,91 %    |
|       | Reagan Johnston | Libéral           | +07 819,  | 14,66 %    |
|       | Saba Mossagizi  | NPD               | +04 343,  | 8,14 %     |
|       | James Friesen   | Vert              | +01 673,  | 3,14 %     |
|       | Dylan Thompson  | Parti libertarien | +00613,   | 1,15 %     |
| Total | Total           | Total             | 53 343    | 100 %      |